# Feyenoord in het seizoen 2025/26 (vrouwen)
Het seizoen 2025/26 is het vijfde jaar in het bestaan van het Rotterdamse vrouwenvoetbalelftal van Feyenoord. De club komt uit in de Eredivisie en neemt ook deel aan het toernooi om de KNVB Beker.

## Selectie en technische staf

### Selectie
| Nr.             | Nat.                      | Naam                      | Competitie  | Competitie  | Beker       | Beker       | Totaal      | Totaal      | Seizoen bij Feyenoord | Vorige club           | Contract          |
| Nr.             | Nat.                      | Naam                      | W           | Goal        | W           | Goal        | W           | Goal        | Seizoen bij Feyenoord | Vorige club           | Contract          |
| Doelvrouwen     | Doelvrouwen               | Doelvrouwen               | Doelvrouwen | Doelvrouwen | Doelvrouwen | Doelvrouwen | Doelvrouwen | Doelvrouwen | Doelvrouwen           | Doelvrouwen           | Doelvrouwen       |
| --------------- | ------------------------- | ------------------------- | ----------- | ----------- | ----------- | ----------- | ----------- | ----------- | --------------------- | --------------------- | ----------------- |
| 1               | Vlag van Nederland        | Jacintha Weimar           | 0           | 0           | 0           | 0           | 0           | 0           | 5e                    | SC Sand               | 30 juni 2026      |
| 16              | Vlag van Nederland        | Roos van Eijk             | 0           | 0           | 0           | 0           | 0           | 0           | 2e                    | AC Milan              | 30 juni 2025 (+1) |
| ?               | Vlag van Nederland        | Claire Dinkla             | 0           | 0           | 0           | 0           | 0           | 0           | 1e                    | Fortuna Sittard       | 30 juni 2026      |
| Verdedigsters   |                           |                           |             |             |             |             |             |             |                       |                       |                   |
| 3               | Vlag van Japan            | Akari Takeshige           | 0           | 0           | 0           | 0           | 0           | 0           | 1e                    | Telstar               | 30 juni 2028      |
| 4               | Vlag van Nederland        | Amber Verspaget           | 0           | 0           | 0           | 0           | 0           | 0           | 4e                    | ADO Den Haag          | 30 juni 2026      |
| 5               | Vlag van Nederland        | Celainy Obispo            | 0           | 0           | 0           | 0           | 0           | 0           | 5e                    | ADO Den Haag          | 30 juni 2026      |
| 6               | Vlag van Nederland        | Justine Brandau           | 0           | 0           | 0           | 0           | 0           | 0           | 5e                    | AFC Ajax              | 30 juni 2026      |
| 8               | Vlag van Nieuw-Zeeland    | Emma Pijnenburg           | 0           | 0           | 0           | 0           | 0           | 0           | 3e                    | Jeugd                 | 30 juni 2026      |
| 18              | Vlag van Nederland        | Lucy Heij                 | 0           | 0           | 0           | 0           | 0           | 0           | 3e                    | Jeugd                 | 30 juni 2026      |
| 24              | Vlag van Nederland        | Bridget Jno Baptiste      | 0           | 0           | 0           | 0           | 0           | 0           | 4e                    | Jeugd                 | 30 juni 2026      |
| 26              | Vlag van Nederland        | Sanne de Paus             | 0           | 0           | 0           | 0           | 0           | 0           | 2e                    | Jeugd                 | Contractloos      |
| Middenveldsters |                           |                           |             |             |             |             |             |             |                       |                       |                   |
| 7               | Vlag van Japan            | Kokona Iwasaki            | 0           | 0           | 0           | 0           | 0           | 0           | 1e                    | Verdy Belaza          | 30 juni 2028      |
| 10              | Vlag van Nederland        | Kirsten van de Westeringh | 0           | 0           | 0           | 0           | 0           | 0           | 3e                    | ADO Den Haag          | 30 juni 2026      |
| 21              | Vlag van Nederland        | Tess van Bentem           | 0           | 0           | 0           | 0           | 0           | 0           | 3e                    | PEC Zwolle            | 30 juni 2027      |
| 27              | Vlag van Verenigde Staten | Talia DellaPeruta         | 0           | 0           | 0           | 0           | 0           | 0           | 2e                    | UC Sampdoria          | 30 juni 2026      |
| ?               | Vlag van Nederland        | Eva van Deursen           | 0           | 0           | 0           | 0           | 0           | 0           | 1e                    | SD Eibar              | 30 juni 2027      |
| Aanvalsters     |                           |                           |             |             |             |             |             |             |                       |                       |                   |
| 9               | Vlag van Nederland        | Sanne Koopman             | 0           | 0           | 0           | 0           | 0           | 0           | 4e                    | VV Alkmaar            | 30 juni 2026      |
| 14              | Vlag van Nederland        | Esmee de Graaf            | 0           | 0           | 0           | 0           | 0           | 0           | 4e                    | Leicester City        | 30 juni 2027      |
| 17              | Vlag van Nederland        | Noëlle van der Sluijs     | 0           | 0           | 0           | 0           | 0           | 0           | 3e                    | Jeugd                 | 30 juni 2027      |
| 19              | Vlag van Nederland        | Fleur Stoit               | 0           | 0           | 0           | 0           | 0           | 0           | 1e                    | PSV                   | 30 juni 2027      |
| 23              | Vlag van Japan            | Mao Itamura               | 0           | 0           | 0           | 0           | 0           | 0           | 2e                    | JFA Academy Fukushima | 30 juni 2027      |
| 25              | Vlag van Nederland        | Romée van de Lavoir       | 0           | 0           | 0           | 0           | 0           | 0           | 5e                    | Jeugd                 | 30 juni 2027      |
| 28              | Vlag van Nederland        | Zera Hulswit              | 0           | 0           | 0           | 0           | 0           | 0           | 2e                    | PSV                   | 30 juni 2027      |
| 29              | Vlag van Nederland        | Dechamaily Lont           | 0           | 0           | 0           | 0           | 0           | 0           | 3e                    | Jeugd                 | 30 juni 2026      |
| 33              | Vlag van België           | Ella Van Kerkhoven        | 0           | 0           | 0           | 0           | 0           | 0           | 3e                    | KRC Genk              | 30 juni 2026      |
| 42              | Vlag van België           | Esther Buabadi            | 0           | 0           | 0           | 0           | 0           | 0           | 2e                    | RSC Anderlecht        | 30 juni 2026      |
| Nr.             | Nat.                      | Naam                      | W           | Goal        | W           | Goal        | W           | Goal        | Seizoen bij Feyenoord | Vorige club           | Contract          |
| Nr.             | Nat.                      | Naam                      | Competitie  | Competitie  | Beker       | Beker       | Totaal      | Totaal      | Seizoen bij Feyenoord | Vorige club           | Contract          |

### Legenda
| # | Reden                                          |
| - | ---------------------------------------------- |
|   | Heeft de club in het lopende seizoen verlaten. |

### Technische staf
| Naam          | Functie           |
| ------------- | ----------------- |
| Jessica Torny | Hoofdtrainer      |
| Max Tjaden    | Assistent-trainer |
| Marc Pieters  | Assistent-trainer |

## Transfers

### Zomer

#### Aangetrokken 2025/26
| Nat.               | Naam            | Van             | Contract     | Bijzonderheden |
| ------------------ | --------------- | --------------- | ------------ | -------------- |
| Vlag van Nederland | Eva van Deursen | SD Eibar        | 30 juni 2027 |                |
| Vlag van Nederland | Claire Dinkla   | Fortuna Sittard | 30 juni 2026 |                |
| Vlag van Japan     | Kokona Iwasaki  | Verdy Belaza    | 30 juni 2028 |                |
| Vlag van Nederland | Dechamaily Lont | Excelsior       | 30 juni 2026 | Terug na huur  |
| Vlag van Nederland | Fleur Stoit     | PSV             | 30 juni 2027 |                |
| Vlag van Japan     | Akari Takeshige | Telstar         | 30 juni 2028 |                |

#### Vertrokken 2025/26
| Nat.               | Naam              | Naar                | Bijzonderheden |
| ------------------ | ----------------- | ------------------- | -------------- |
| Vlag van Nederland | Summer Haesakkers | Sparta Rotterdam    |                |
| Vlag van Nederland | Ziva Henry        | ADO Den Haag        |                |
| Vlag van Japan     | Toko Koga         | Tottenham Hotspur   |                |
| Vlag van Polen     | Oliwia Szymczak   | PEC Zwolle          | Huur           |
| Vlag van België    | Jarne Teulings    | Eintracht Frankfurt |                |
| Vlag van Nederland | Maruschka Waldus  |                     | Gestopt        |

### Jeugdopleiding

#### Aangetrokken 2025/26
| Nat. | Naam | Contract | Bijzonderheden |
| ---- | ---- | -------- | -------------- |
|      |      |          |                |

#### Vertrokken 2025/26
| Nat.               | Naam          | Naar       | Bijzonderheden |
| ------------------ | ------------- | ---------- | -------------- |
| Vlag van Nederland | Imara Schutte | Madrid CFF |                |

### Winter

#### Aangetrokken 2025/26
| Nat. | Naam | Van | Bijzonderheden |
| ---- | ---- | --- | -------------- |
|      |      |     |                |

#### Vertrokken 2025/26
| Nat. | Naam | Naar | Bijzonderheden |
| ---- | ---- | ---- | -------------- |
|      |      |      |                |

## Wedstrijdstatistieken

### Oefenwedstrijden
| Oefenwedstrijd 1                                                                  | Feyenoord                                                                       | 5 – 1 (0 – 0)    | Excelsior                                                                 | Opstelling Feyenoord |
| 25 juli 2025 Aanvangstijd: 9:30 uur Plaats: Rotterdam Sportcomplex Varkenoord     | Onbekend e.d.' Dechamaily Lont Romée van de Lavoir Eva van Deursen Zera Hulswit | Wedstrijdverslag | Onbekend                                                                  | Weimar, Pijnenburg, Heij, Obispo, Brandau, Van de Westeringh, Van Deursen, Itamura, Van de Lavoir, Koopman, De Graaf Wissels: Van Eijk, Dinkla, Van der Sluijs, Hulswit, Buabadi, Lont                                          |
| Oefenwedstrijd 2                                                                  | Feyenoord                                                                       | 1 – 4 (1 – 2)    | SG Essen-Schönebeck                                                       | Opstelling Feyenoord |
| 16 augustus 2025 Aanvangstijd: 12:00 uur Plaats: Arnhem Sportcentrum Papendal     | Kokona Iwasaki 18'                                                              | Wedstrijdverslag | 22' Natasha Kowalski 24' Ramona Maier 79' Beke Sterner 90' Julia Debitzki | Weimar, Pijnenburg, Takeshige, Vinckers, Brandau, Iwasaki, Koopman, Van Deursen, Hulswit, Van Kerkhoven, De Graaf Wisselspeelsters: Van Eijk, Dinkla, Van de Westeringh, Van der Sluijs, Van de Lavoir, Lont, Rietveld, Buabadi |
| Oefenwedstrijd 3                                                                  | Feyenoord                                                                       | – ( – )          | Oud-Heverlee Leuven                                                       | Opstelling Feyenoord |
| 22 augustus 2025 Aanvangstijd: 14.00 uur Plaats: Leuven Banqup Academy            |                                                                                 | Wedstrijdverslag |                                                                           | |
| Oefenwedstrijd 4                                                                  | Feyenoord                                                                       | – ( – )          | Club YLA                                                                  | Opstelling Feyenoord |
| 30 augustus 2024 Aanvangstijd: 15.00 uur Plaats: Aalter Gemeentelijk Sportcentrum |                                                                                 | Wedstrijdverslag |                                                                           | |

### Eredivisie
|       | ADO Den Haag | Ajax | AZ Alkmaar | Excelsior | sc Heerenveen | Hera United / Telstar | NAC Breda | PEC Zwolle | PSV | FC Twente | FC Utrecht |
| ----- | ------------ | ---- | ---------- | --------- | ------------- | --------------------- | --------- | ---------- | --- | --------- | ---------- |
| Thuis | –            | –    | –          | –         | –             | –                     | –         | –          | –   | –         | –          |
| Uit   | –            | –    | –          | –         | –             | –                     | –         | –          | –   | –         | –          |

| Speelronde 1                                                                              | NAC Breda     | – ( – )          | Feyenoord     | Opstelling Feyenoord |
| 7 september 2025 Aanvangstijd: 12.15 uur Plaats: Breda Sportpark Heksenwiel               |               | Wedstrijdverslag |               |                      |
| Speelronde 2                                                                              | Feyenoord     | – ( – )          | Ajax          | Opstelling Feyenoord |
| 21 september 2025 Aanvangstijd: 12.15 uur Plaats: Rotterdam Sportcomplex Varkenoord       |               | Wedstrijdverslag |               |                      |
| Speelronde 3                                                                              | Feyenoord     | – ( – )          | ADO Den Haag  | Opstelling Feyenoord |
| 28 september 2025 Aanvangstijd: 16.45 uur Plaats: Rotterdam Sportcomplex Varkenoord       |               | Wedstrijdverslag |               |                      |
| Speelronde 4                                                                              | FC Utrecht    | – ( – )          | Feyenoord     | Opstelling Feyenoord |
| 5 oktober 2025 Aanvangstijd: 12.15 uur Plaats: Utrecht Sportcomplex Zoudenbalch           |               | Wedstrijdverslag |               |                      |
| Speelronde 5                                                                              | AZ            | – ( – )          | Feyenoord     | Opstelling Feyenoord |
| 12 oktober 2025 Aanvangstijd: 16.45 uur Plaats: Wijdewormer AFAS Trainingscomplex         |               | Wedstrijdverslag |               |                      |
| Speelronde 6                                                                              | Feyenoord     | – ( – )          | sc Heerenveen | Opstelling Feyenoord |
| 2 november 2025 Aanvangstijd: 16.45 uur Plaats: Rotterdam Sportcomplex Varkenoord         |               | Wedstrijdverslag |               |                      |
| Speelronde 7                                                                              | FC Twente     | – ( – )          | Feyenoord     | Opstelling Feyenoord |
| 8 november 2025 Aanvangstijd: 14.00 uur Plaats: Enschede Sportpark Schreurserve           |               | Wedstrijdverslag |               |                      |
| Speelronde 8                                                                              | Feyenoord     | – ( – )          | Telstar       | Opstelling Feyenoord |
| 23 november 2025 Aanvangstijd: 16.45 uur Plaats: Rotterdam 711 Stadion                    |               | Wedstrijdverslag |               |                      |
| Speelronde 9                                                                              | Feyenoord     | – ( – )          | PEC Zwolle    | Opstelling Feyenoord |
| 7 december 2025 Aanvangstijd: 12.15 uur Plaats: Rotterdam Sportcomplex Varkenoord         |               | Wedstrijdverslag |               |                      |
| Speelronde 10                                                                             | PSV           | – ( – )          | Feyenoord     | Opstelling Feyenoord |
| 21 december 2025 Aanvangstijd: 16.45 uur Plaats: Eindhoven PSV Campus De Herdgang         |               | Wedstrijdverslag |               |                      |
| Speelronde 11                                                                             | Feyenoord     | – ( – )          | Excelsior     | Opstelling Feyenoord |
| 17-18 januari 2026 Aanvangstijd: n.t.b. Plaats: Rotterdam Sportcomplex Varkenoord         |               | Wedstrijdverslag |               |                      |
| Speelronde 12                                                                             | Telstar       | – ( – )          | Feyenoord     | Opstelling Feyenoord |
| 24-25 januari 2026 Aanvangstijd: n.t.b. Plaats: Velsen-Zuid 711 Stadion                   |               | Wedstrijdverslag |               |                      |
| Speelronde 13                                                                             | Feyenoord     | – ( – )          | PSV           | Opstelling Feyenoord |
| 31 januari-1 februari 2026 Aanvangstijd: n.t.b. Plaats: Rotterdam Sportcomplex Varkenoord |               | Wedstrijdverslag |               |                      |
| Speelronde 14                                                                             | ADO Den Haag  | – ( – )          | Feyenoord     | Opstelling Feyenoord |
| 14-15 februari 2026 Aanvangstijd: n.t.b. Plaats: Den Haag Bingoal Stadion                 |               | Wedstrijdverslag |               |                      |
| Speelronde 15                                                                             | PEC Zwolle    | – ( – )          | Feyenoord     | Opstelling Feyenoord |
| 21-22 februari 2026 Aanvangstijd: n.t.b. Plaats: Zwolle MAC³PARK stadion                  |               | Wedstrijdverslag |               |                      |
| Speelronde 16                                                                             | Feyenoord     | – ( – )          | FC Twente     | Opstelling Feyenoord |
| 14-15 maart 2026 Aanvangstijd: n.t.b. Plaats: Rotterdam Sportcomplex Varkenoord           |               | Wedstrijdverslag |               |                      |
| Speelronde 17                                                                             | sc Heerenveen | – ( – )          | Feyenoord     | Opstelling Feyenoord |
| 28-29 maart 2025 Aanvangstijd: n.t.b. Plaats: Heerenveen Sportpark Skoatterwald           |               | Wedstrijdverslag |               |                      |
| Speelronde 18                                                                             | Feyenoord     | – ( – )          | AZ            | Opstelling Feyenoord |
| 4-5 april 2026 Aanvangstijd: n.t.b. Plaats: Rotterdam Sportcomplex Varkenoord             |               | Wedstrijdverslag |               |                      |
| Speelronde 19                                                                             | Ajax          | – ( – )          | Feyenoord     | Opstelling Feyenoord |
| 25-26 april 2025 Aanvangstijd: n.t.b. Plaats: Amsterdam Sportpark De Toekomst             |               | Wedstrijdverslag |               |                      |
| Speelronde 20                                                                             | Feyenoord     | – ( – )          | FC Utrecht    | Opstelling Feyenoord |
| 2-3 mei 2025 Aanvangstijd: n.t.b. Plaats: Rotterdam Sportcomplex Varkenoord               |               | Wedstrijdverslag |               |                      |
| Speelronde 21                                                                             | Excelsior     | – ( – )          | Feyenoord     | Opstelling Feyenoord |
| 8 mei 2025 Aanvangstijd: 20.00 uur Plaats: Rotterdam Stadion Woudestein                   |               | Wedstrijdverslag |               |                      |
| Speelronde 22                                                                             | Feyenoord     | – ( – )          | NAC Breda     | Opstelling Feyenoord |
| 22 mei 2025 Aanvangstijd: 20.00 uur Plaats: Rotterdam Sportcomplex Varkenoord             |               | Wedstrijdverslag |               |                      |

## Statistieken Feyenoord 2025/2026

### Tussenstand Feyenoord in de Nederlandse Vrouwen Eredivisie 2025 / 2026
| Stand | Gespeeld | Gewonnen | Gelijk | Verloren | Punten | Doelpunten voor | Doelpunten tegen | Gele kaarten | Rode kaarten |
| ----- | -------- | -------- | ------ | -------- | ------ | --------------- | ---------------- | ------------ | ------------ |
|       |          |          |        |          |        |                 |                  |              |              |

### Topscorers
| #              | Naam   | Goal |
| -------------- | ------ | ---- |
| 1.             |        |      |
| Eigen doelpunt |        |      |
| 1.             |        |      |
| Totaal         | Totaal | 0    |

| #      | Naam   | Goal |
| ------ | ------ | ---- |
| 1.     |        |      |
| Totaal | Totaal | 0    |

| #      | Naam                | Goal |  |                           |   |
| ------ | ------------------- | ---- |  | ------------------------- | - |
| 1.     | Eva van Deursen     | 1    |  |                           |   |
| 1.     | Zera Hulswit        | 1    |  |                           |   |
| 1.     | Kokona Iwasaki      | 1    |  |                           |   |
| 1.     | Romée van de Lavoir | 1    |  |                           |   |
| 1.     | Dechamaily Lont     | 1    |  | Eigen doelpunt Excelsior) | 4 |
| Totaal | Totaal              | 6    |  |                           |   |

### Kaarten
| #      | Naam   | Kreeg geel |
| ------ | ------ | ---------- |
| 1.     |        |            |
| Totaal | Totaal | 0          |

| #      | Naam   | Kreeg voor de tweede keer geel en dus rood |
| ------ | ------ | ------------------------------------------ |
| 1.     |        |                                            |
| Totaal | Totaal | 0                                          |

| #      | Naam   | Weggestuurd |
| ------ | ------ | ----------- |
| 1.     |        |             |
| Totaal | Totaal | 0           |

## Voetnoten
ADO Den Haag · 
Ajax · 
AZ · 
Excelsior Rotterdam · 
Feyenoord · 
sc Heerenveen · 
NAC Breda · 
PEC Zwolle · 
PSV · 
Telstar · 
FC Twente · 
FC Utrecht